# 埃唐普戰役
埃唐普戰役（法語：Bataille d'Étampes）是于1652年投石黨之亂期間在法蘭西島埃唐普附近進行的一場戰役。此場戰役發生在奧爾良公爵的女兒蒙龐西耶女公爵抵達埃唐普后不久，其于從奧爾良前往巴黎的期間在此地停留。
蒂雷納子爵于1652年5月，因聽聞了女公爵的到來，並評估守軍的防守可能降低，率領部隊從沙特爾夜間行軍至埃唐普。但在艱苦和令人敬佩的夜間行軍後，蒂雷納驚訝的發現守軍正在城外郊區進行閱兵，雙方在短暫的驚訝後展開交戰。王室軍隊成功擊潰了叛軍，以傷亡500人的代價俘虜2,000人。

## 註腳
1. 1 2  Longueville 1907，第172頁.
2. ↑  Jacques II. . Béchet. 1827.
3. ↑  Morris 1891，第23頁.